# Raymond Moody

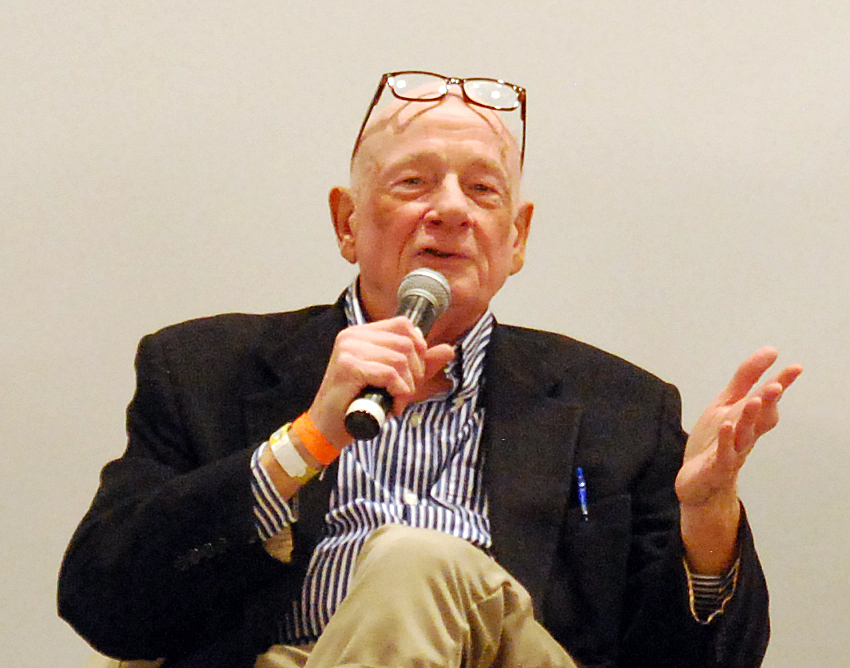
Raymond Moody, 2017

Raymond A. Moody (* 30. Juni 1944 in Porterdale, Georgia) ist ein US-amerikanischer Psychiater und Philosoph, der sich eingehend mit Forschungen um den Grenzbereich zwischen Leben und Tod auseinandersetzt.

## Leben
Bereits während seines Studiums wurde er durch den Arzt George Ritchie mit Nahtod-Erfahrungen konfrontiert und begann, sich für deren Hintergründe zu interessieren. Seine ersten Untersuchungsergebnisse über 150 derartiger Fälle veröffentlichte er 1975 unter dem Titel Life After Life.
Moody erwarb seinen medizinischen Doktorgrad 1976 am Medical College of Georgia in Augusta und war anschließend bis 1985 als forensischer Psychiater tätig.
Nach Eröffnung der eigenen Praxis lehrt er auch Philosophie an der East Carolina University, Greenville.

## Nahtod-Erfahrungen
In Life After Life (1975) beschreibt Moody eine Vielzahl von Erfahrungen, die Betroffene regelmäßig haben, wobei die Reihenfolge unter Umständen unterschiedlich sein kann:
1. Wahrnehmung eines unangenehmen Geräusches (Läuten, Brummen)
2. Bewegung durch einen langen, engen, dunklen Tunnel
3. Der Betroffene befindet sich plötzlich außerhalb seines Körpers und nimmt seine Umgebung wahr
4. Langsame Gewöhnung an den neuen Zustand
5. Erkennen, dass man weiterhin eine Art „Körper“ hat, der sich jedoch vom menschlichen Körper unterscheidet
6. Andere Wesen, oft bekannte Verstorbene, nähern sich, begrüßen einen
7. Erscheinung eines Lichtwesens, das gelegentlich mit Christus oder anderen religiösen Figuren gleichgesetzt wird
8. Das Lichtwesen richtet ohne Worte eine Frage an den Sterbenden, die ihn zu einer Bewertung des eigenen Lebens führen soll
9. Zeitlose Rückschau über das eigene Leben
10. Annäherung an eine „Schranke“, die die Scheidelinie zwischen Leben und Tod symbolisiert
11. Widerstand gegen die Erkenntnis, dass man wieder ins Leben zurückkehren muss
12. Gefühl umfassender Freude, Liebe und Friedens
13. Mitteilungsversuche in der 3. Phase an die Ärzte und die umstehenden Personen
14. Folgen im Leben (betroffene Personen nehmen das Leben tiefer und erweitert wahr, setzen sich mehr mit großen philosophischen Grundfragen auseinander)
15. Neue Sicht des Todes (Personen, die immer Angst vor dem Tod hatten, sind nun entspannt und furchtlos)
16. Bestätigung der Patientenangaben
17. Ein Licht kam zum Vorschein

## Werke
- Leben nach dem Tod. Die Erforschung einer unerklärlichen Erfahrung. 34. Auflage. Rowohlt, Reinbek bei Hamburg 2002, ISBN 3-498-04252-1 (Originaltitel: Life After Life; die 1. Auflage der deutschen Ausgabe erschien 1977, Platz 1 der Spiegel-Bestsellerliste vom 26. September bis zum 23. Oktober 1977)
- Nachgedanken über das Leben nach dem Tod. Rowohlt, Reinbek bei Hamburg 2002, ISBN 3-499-61423-5 (Originaltitel: Reflections On Life After Life; die 1. Auflage der deutschen Ausgabe erschien 1978)
- Das Licht von drüben. Neue Fragen und Antworten. Neuausgabe. Rowohlt, Reinbek bei Hamburg 2004, ISBN 3-499-61532-0 (Originaltitel: The Light Beyond; die 1. Auflage der deutschen Ausgabe erschien 1989)
- Leben vor dem Leben. Rowohlt, Reinbek bei Hamburg 1997, ISBN 3-499-60388-8
- Blick hinter den Spiegel. Botschaften aus der anderen Welt. Goldmann 1994, ISBN 3-442-30612-4 (Originaltitel: Reunions: Visionary Encounters with Departed Loved Ones, 1993)